# O Chão Vai Tremer
"O Chão Vai Tremer" é uma canção da banda brasileira de música cristã congregacional Toque no Altar, gravada para o quarto álbum de estúdio do grupo, Olha pra Mim. Lançado em 1 de maio de 2006, foi escrita por Luiz Arcanjo em parceria com Davi Sacer, na época vocalistas do conjunto, com produção por Ronald Fonseca e com a participação de Bene Maldonado na mixagem e execução na guitarra e violão. A sua gravação decorreu em 2006 no estúdio Peniel, na cidade do Rio de Janeiro. Embora não tenha sido single, a obra se tornou uma das faixas mais notáveis do disco e foi regravada posteriormente em vários álbuns do grupo.
Sua melodia é baseada no canto congregacional unido ao pop rock contemporâneo, unindo o som da guitarra e do teclado com os vocais de apoio e uma forte presença da bateria, executada por André Mattos. Sua letra é alusiva à passagem bíblica que retrata o diálogo de Jesus com Natanael, onde o personagem veria os anjos de Deus subindo e descendo sobre o Filho do Homem. Com o passar do tempo, foi disponibilizada em diferentes versões e arranjos por meio da banda Trazendo a Arca e pelo cantor Davi Sacer em carreira solo.

## Composição

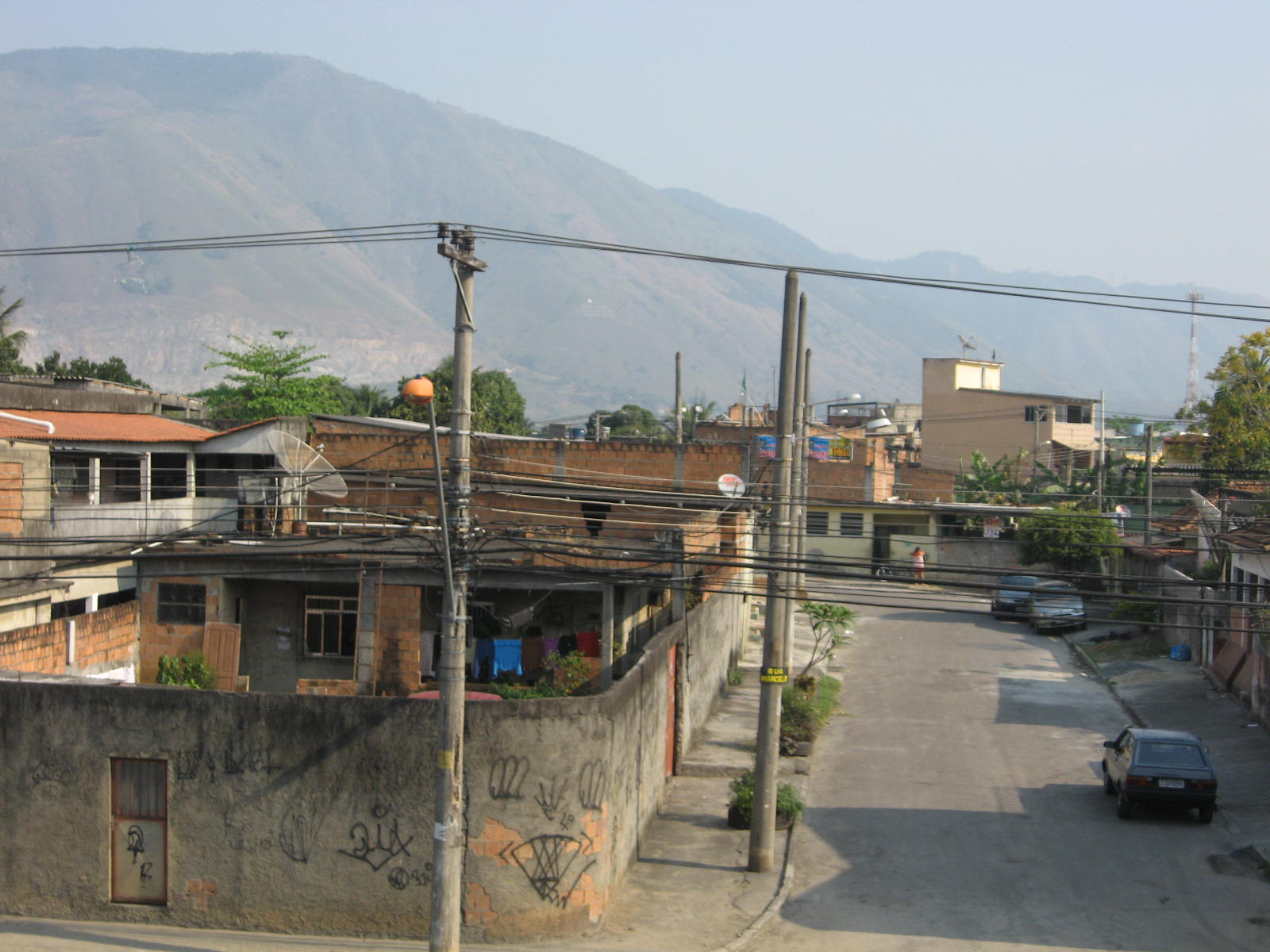
Vista do Morro Agudo, a partir do bairro Comendador Soares em Nova Iguaçu.

Em uma entrevista dada a Rádio Melodia em 2012, Luiz Arcanjo afirmou que a composição de "O Chão Vai Tremer" foi acompanhada por uma situação insólita. Um dia o cantor havia saído junto com Deco Rodrigues e David Cerqueira para realizar uma oração no Morro Agudo, próximo à sua casa em Nova Iguaçu, enquanto a mãe de Arcanjo ficou observando do terraço a sua chegada ao monte. Apesar da grande altitude do morro, era possível observar com clareza qualquer pessoa no local. Enquanto realizavam a oração, Luiz sentiu inspiração para compor, e escreveu no próprio local os versos que viriam a ser o refrão. Após a oração, os três voltaram para a casa de Arcanjo. No local, a mãe do músico declarou que havia visto várias pessoas vestidas de branco e várias luzes cintilantes no local; algo que surpreendeu os três, que afirmam que só Deco, David e Luiz estavam no monte e não haviam visto nada do que a mulher referia.
A princípio, "O Chão Vai Tremer" foi pensada com uma balada. Mas quando Luiz Arcanjo se juntou com Davi Sacer para completar a faixa, sua estrutura foi se modificando. Em entrevista dada a Apple Music em 2020, Sacer contou que Arcanjo apresentou a versão inicial e disse: "cara, tô com a ideia de uma música aqui, mas ela é meio diferente". O desafio era o fato de que, na visão dos músicos, o conceito da música destoava do que era comum nas músicas congregacionais religiosas da época. Após completarem a faixa, os músicos tiveram receio de que a canção não fosse bem entendida ou aceita por sua linguagem. "O Chão Vai Tremer" recebeu uma avaliação negativa de um dos pastores do Ministério Apascentar de Nova Iguaçu que, ao ouvir Arcanjo e Sacer cantá-la, teria dito que "esta musica é muito ruim. É a pior música que vocês já fizeram nesse tempo". Mas os compositores insistiram que a canção tinha potencial e acabou se tornando a faixa que encerra o álbum Olha pra Mim.

## Estilo musical e recepção da crítica

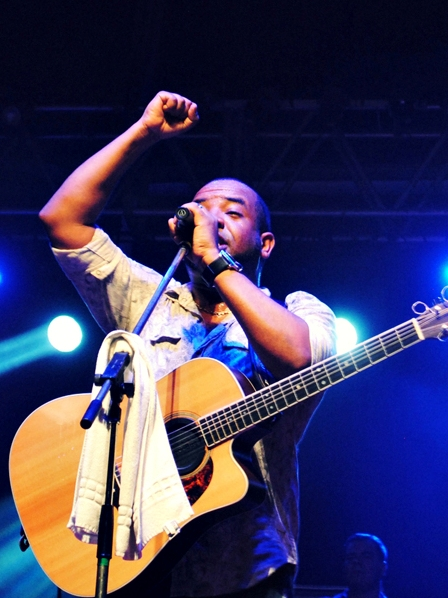
Luiz Arcanjo, letrista e principal intérprete da canção.

"O Chão Vai Tremer" é uma canção de tempo acelerado com uma sonoridade baseada no pop rock, acompanhada de guitarra, baixo, teclado e uma bateria percussiva, além dos vocais. A sua letra aborda o poder e o regresso de Jesus Cristo à Terra, fazendo também alusão a uma passagem bíblica onde Jesus declarou que Natanael veria os anjos de Deus subindo e descendo sobre o Filho do Homem.
A canção foi elogiada pela crítica especializada. Roberto Azevedo, editor chefe do portal Super Gospel, analisou várias das versões existentes da obra, sobre as quais deu o seu parecer. Na versão original e na contida no DVD É Impossível, mas Deus Pode, destacou a melodia festiva e a letra da canção. Gravada pelo Trazendo a Arca, a versão do álbum Ao Vivo no Maracanãzinho e sua versão em CD, Ao Vivo no Maracanãzinho - Volume 2 Azevedo destacou a distorção da guitarra executada por Isaac Ramos e a participação do público presente, destacando o fato do chão do ginásio Maracanãzinho ter literalmente tremido durante a execução da gravação, fato que Luiz Arcanjo já havia comentado anteriormente. Ainda intitulou a canção de "pop rock de primeira". Em 2011, na regravação do cantor Davi Sacer, Roberto comentou os riffs da guitarra, o som do arranjo de metais e as quebradas rítmicas.

## Regravações e legado
"O Chão Vai Tremer" foi regravada várias vezes no meio da música cristã, grande parte delas por Toque no Altar e Trazendo a Arca, grupo dissidente do anterior. A primeira das regravações foi incluída no DVD É Impossível, mas Deus Pode, lançado em 2008, com a interpretação de Rafael Bitencourt e Weferson Gaspar. O Trazendo a Arca a regravou no disco Ao Vivo no Japão (2007), álbum marcado pela menor quantidade de instrumentos com a participação do público. No ano seguinte, o grupo gravou o DVD Ao Vivo no Maracanãzinho. No show, baseado no repertório de Olha pra Mim, "O Chão Vai Tremer" foi novamente gravada. Esta versão também conteve a interpretação de Luiz Arcanjo com uma presença maior das guitarras com várias distorções, diferindo assim da versão original.
Depois de deixar o Trazendo a Arca, Davi Sacer incorporou "O Chão Vai Tremer" para o seu repertório de artista solo. Em 2011, o cantor a gravou no álbum No Caminho do Milagre, com arranjo do tecladista Kleyton Martins. Tal versão difere nas demais pelo uso de um arranjo de metais. Reunindo os principais êxitos de Trazendo a Arca em um álbum triplo, "O Chão Vai Tremer" foi escolhida como uma das faixas de 10 Anos, coletânea lançada pela gravadora CanZion Brasil em 25 de setembro de 2012. Em 2014, Luiz Arcanjo foi intérprete de uma versão em espanhol da faixa, para o álbum Español, cujo título definido foi "El Suelo Va A Temblar". A produção e arranjos foi assinada por Wagner Derek.
Em 2020, Davi Sacer e Trazendo a Arca se reuniram para o álbum O Encontro, lançado em julho de 2020. Para a versão de reunião, a banda optou por utilizar seus arranjos originais, com a diferença de que Sacer e Arcanjo dividiram juntos os vocais pela primeira vez. Nesta época, Sacer comentou sobre o impacto da canção para a carreira da banda: "A gente insistiu nela, e acabou que ela é uma música que até hoje a gente canta, virou uma das nossas maiores músicas rápidas".

## Créditos
Abaixo listam-se os músicos envolvidos na gravação da obra, segundo o encarte:
- Luiz Arcanjo – vocais
- Davi Sacer – vocal de apoio
- Verônica Sacer – vocal de apoio
- Ronald Fonseca – teclado, piano, arranjos
- André Rodrigues – baixo elétrico
- André Mattos – bateria
- Vânia Franco – vocal de apoio
- Silvânia Costa – vocal de apoio
- Carlos Henrique – vocal de apoio

Músicos convidados
- Bene Maldonado – guitarra e violão
- Rafael Novarine – vocal de apoio
- Robison Olicar – vocal de apoio
- Elaine Martins – vocal de apoio

Técnicos e engenheiros de gravação
- Bene Maldonado - mixagem
- Toney Fontes - masterização
- Aureo Luis - engenheiro de gravação